# Live at Woburn
Live at Woburn jest pośmiertnie wydanym albumem koncertowym Jimiego Hendriksa, zawierającym pełny zapis występu na Woburn Music Festival w Woburn z 6 lipca 1968 roku. Ukazał się w sprzedaży 28 lipca 2009 roku jako jedenasta płyta wydana przez Dagger Records.

## Lista utworów
Autorem wszystkich utworów, chyba że zaznaczono inaczej jest Jimi Hendrix.
| Nr | Tytuł utworu                                               | Długość |
| -- | ---------------------------------------------------------- | ------- |
| 1. | „Introduction”                                             | 1:07    |
| 2. | „Sgt. Pepper’s Lonely Hearts Club Band” (Lennon/McCartney) | 1:11    |
| 3. | „Fire”                                                     | 4:19    |
| 4. | „Tax Free” (Hansson/Karlsson)                              | 10:11   |
| 5. | „Red House”                                                | 11:30   |
| 6. | „Foxy Lady”                                                | 4:55    |
| 7. | „Voodoo Child (Slight Return)”                             | 6:38    |
| 8. | „Purple Haze”                                              | 8:10    |
|    |                                                            | 48:01   |

## Artyści nagrywający płytę
The Jimi Hendrix Experience
- Jimi Hendrix – gitara, śpiew
- Mitch Mitchell – perkusja
- Noel Redding – gitara basowa